# 板桥街道 (石林县)
板桥街道，是中华人民共和国云南省昆明市石林彝族自治县下辖的一个街道办事处。
2016年，昆明市人民政府批复同意将鹿阜街道析置为鹿阜、石林、板桥3个街道，板桥街道辖板桥1个居委会和龙潭、小屯、黄家庄、叠水、大叠水、龙溪、矣马伴、青山、小戈丈、冒水洞、者乌龙11个村委会，国土面积132.2平方千米，总人口32096人，驻地为板桥居委会永兴街9号。

## 行政区划
板桥街道下辖以下地区：
板桥村、龙潭村、小屯村、黄家庄村、叠水村、大叠水村、龙溪村、矣马伴村、青山村、小戈丈村、冒水洞村和者乌龙村。